# Daniel Colman
Daniel Colman (Holden (Massachusetts), 11 luglio 1990) è un giocatore di poker statunitense.
È meglio conosciuto per aver vinto il torneo $1,000,000 Big One for One Drop alle WSOP del 2014, battendo Daniel Negreanu in heads-up per una prima moneta pari a $15,306,668.

## Poker
Colman è principalmente un giocatore di poker online, dove gioca con i nickname "mrGR33N13" e "riyyc225". Nel 2013 diventa il primo giocatore della storia a vincere $1,000,000 nei tornei hyper-turbo in un anno, compiendo l'impresa in soli nove mesi. Nell'aprile 2014 vince il torneo €100,000 Super High Roller dell'European Poker Tour Grand Final di Monte Carlo, per €1,539,300.
Alle WSOP del 2014, si classifica terzo nel torneo $10,000 Heads-Up, prima di vincere il The Big One for One Drop per $15,306,668. Nello stesso anno arriva secondo nel torneo €50,000 Super High Roller dell'EPT di Barcelona per €843,066.
A settembre 2016, il totale delle sue vincite nei tornei live si attesta pari a $26,039,557, di cui $17,226,010 vinti alle WSOP.

## Braccialetti delle World Series of Poker
| Anno | Torneo                   | Premio (US$) |
| ---- | ------------------------ | ------------ |
| 2014 | The Big One for One Drop | $15,306,668  |